# Estigmene mombasana
Estigmene mombasana là một loài bướm đêm thuộc phân họ Arctiinae, họ Erebidae.